# Физика на твърдото тяло
Физиката на твърдото тяло е най-големият подраздел на физиката на кондензираната материя и си поставя за цел изучаването на материята в твърдо състояние или т.нар. твърдо тяло. Голяма част от изследванията и теорията са посветени на кристалите (металите и полупроводниците), основно поради наличието на периодичност в кристалната им решетка, която улеснява математическото им моделиране, а също така и защото кристалните материали имат полезни електрически, магнитни и оптични свойства, които се използват в техниката. Физиката на твърдото тяло изучава и аморфните тела, например стъклото.
Основната цел на физиците в тази област е да свържат свойствата на материята със събитията, които протичат на атомно ниво. За да направят това, те използват основно квантовата механика за взаимодействията между електроните и атомното ядро, както и статистическата физика, която позволява да се вземе предвид броя на атомите в твърдото тяло.